# Micralarctia toulgoeti
Micralarctia toulgoeti är en fjärilsart som beskrevs av Watson. Micralarctia toulgoeti ingår i släktet Micralarctia och familjen björnspinnare. Inga underarter finns listade i Catalogue of Life.